# Bill (pocisk rakietowy)
RBS-56 Bill – przeciwpancerny pocisk kierowany produkowany przez szwedzką firmę Saab Bofors Dynamic. Wytwarzany od 1986 r. stał się podstawowym przeciwpancernym pociskiem małego zasięgu szwedzkiej armii.

## Historia
W 1979 r. szwedzka armia zleciła opracowanie nowego systemu przeciwpancernego małego zasięgu  firmie Bofors. Pierwsze gotowe zestawy trafiły na wyposażenie wojska w 1987 roku. Do 1992 r. dostarczono 400 zestawów i 4 000 rakiet. Z uwagi na nowoczesne rozwiązania konstrukcyjne, pociskiem były zainteresowane armie, które pod koniec lat 80 modernizowały swój sprzęt przeciwpancerny, min. Bundeswehra i US Army. Ostatecznie na zakup systemu Bill oprócz szwedzkiej armii zdecydowały się Austria i Brazylia.

## Opis
Charakterystyczną cechą pocisku RBS-56 Bill jest głowica kumulacyjna nachylona w dół pod kątem 30 stopni. W opracowanym dla pocisku optymalnym sposobie ataku głowica jest detonowana za pomocą zapalnika zbliżeniowego w momencie, gdy pocisk przelatuje nad celem na wysokości około 1 metra. Atak przeprowadzony w ten sposób niweluje korzyści, jakie daje pochylony pancerz przedni większości współczesnych czołgów. Dodatkową zaletą tej techniki jest atakowanie części czołgu, która jest słabiej opancerzona. W przypadku, gdyby nie zadziałały zapalniki zbliżeniowe, pocisk wyposażony jest w zapalnik uderzeniowy.

## Wersje
- RBS-56 Bill – produkowany od 1986 roku,
- Bill 2 – najnowsza obecnie produkowana wersja wyposażona w dwie głowice kumulacyjne[2].